# Дуже давня казка
«Дуже давня казка» — мультфільм 1982 року випуску Київської кіностудії науково-популярних фільмів, екранізація казки «Колобок» у дещо зміненому варіанті. 

## Сюжет
Перед очима глядача постає українська хата, в якій дід і баба сумують, бо немає у них синочка. Ось вже квочка вивела курчат, і дід з бабою думають, що вона щаслива. Баба спекла у печі рум'яного Колобка, яким вони не можуть натішитись. Вони його годують, люблять, як справжнього сина. Але не довго був Колобок у них. Як тільки почув він, що треба працювати, що на праці світ тримається, що то не страшно, коли працюють, він від них іде. Нахабний і хитруватий Колобок дорогою зустрічає Зайця, набивається у гості і з'їдає капусту, яку той щойно зварив. Колобок дізнається про головний страх Зайця — Вовка, покидає його і йде до Вовка, бо вважає, що треба брати від життя по-максимуму. Але Вовк виявився не таким, як собі уявляв Колобок. Він бідний, хворий, у вбранні в'язня. Колобок з Вовком спілкуються під дощем, і Вовк видає інформацію, що у Ведмедя є мед. Тільки-но дощ закінчився, Колобок попрямував до Ведмедя, поїв у нього мед і ліг у ведмеже ліжко. Ведмідь ліг біля дверей на підлозі. Покидає Колобок і Ведмедя і зустрічає на своєму шляху Лисичку. Та намагається його з'їсти, але їй не вдається це зробити. Казка закінчується епізодом, коли Колобок стрибає на мосту і провалюється у воду. Так він і помирає.

## Над мультфільмом працювали
- Автор сценарію: Ірина Глєбова
- Автор тексту: Юхим Чеповецький
- Режисери: Валентина Костилєва, Юрій Скирда
- Художник-постановник: Юрій Скирда
- Композитор: Олександр Костін
- Оператор: Олександр Меншиков
- Звукооператор: Ізраїль Мойжес
- Мультиплікатори: Елеонора Лисицька, Жан Таран, А. Трифонов
- Ляльки та декорації виготовили: Я. Горбаченко, Анатолій Радченко, В. Яковенко, Вадим Гахун, В. Юрченко, О. Кульчицький, М. Вакуленко
- Ролі озвучували: В. Очеретяний, Володимир Коршун, Лев Перфілов, А. Соловей, Н. Дорошенко, Д. Лук'янов
- Монтажер: Юна Срібницька
- Редактор: Світлана Куценко
- Директор картини: Н. Литвиненко